# أدولف فون هيلدبراند
أدولف فون هيلدبراند (بالألمانية: Adolf von Hildebrand)‏ هو نحات ألماني، ولد في 6 أكتوبر 1847 في ماربورغ في ألمانيا، وتوفي في 18 يناير 1921 في ميونخ في ألمانيا.

## وصلات خارجية
- أدولف فون هيلدبراند على موقع الموسوعة البريطانية (الإنجليزية)